# ストリップド
『ストリップド』(Stripped)は、1995年にリリースされたローリング・ストーンズのライブ・アルバム。

## 解説
1994年-1995年に行われた「ヴードゥー・ラウンジ」ツアーの模様が収録されている。
これまでのライブ・アルバムとは趣を変えて、当時のアンプラグド・ブームを受けて、アコースティックな演奏を中心に収録されている。（「ヴードゥー・ラウンジ・ツアー」ではアコースティック・コーナーも設けられていた）。ただし完全にアコースティックに拘っている訳ではなく、エレキギターを含むナンバーも収録されている。通常のライブ音源以外に、後述の「Tokyo Session」に代表される、スタジオライブの音源も数曲収録されているのも特徴である。シングルとなったボブ・ディランの「ライク・ア・ローリング・ストーン」のカヴァーも話題になった。
本作には「シャッタード」「ダイスをころがせ」「ライク・ア・ローリング・ストーン」のライブ映像と、メンバー四人のインタビューがCD EXTRAとして収録されている。一方日本盤は映像が収録されていない代わりにシングル「ライク・ア・ローリング・ストーン」カップリングの「黒いリムジン」が追加収録されている。
またこのアルバムには、1995年にザ・ローリング・ストーンズが「ヴードゥー・ラウンジ・ツアー」で来日した際に、東芝EMIスタジオにて全18曲のレコーディングを行い、その音源の中から「クモとハエ」「ワイルド・ホース」「スリッピング・アウェイ」「むなしき愛」「リトル・ベイビー」の5曲が収録された（18曲の音源は「Tokyo Session」と名付けられた）。「むなしき愛」では、キース・リチャーズが出だしのフレーズを弾き間違え、そこで演奏を一旦ストップして最初から演奏し直したのだが、それがそのまま収録されている。
日本盤のCDの帯に「裸の獣達」というキャッチコピーが掲載されており、当アルバムの邦題の候補にもなったとされる。

## 収録曲
1. ストリート・ファイティング・マン - Street Fighting Man 3:41
2. ライク・ア・ローリング・ストーン - Like A Rolling Stone (Bob Dylan) 5:39
3. ノット・フェイド・アウェイ - Not Fade Away (Norman Petty/Charles Hardin) 3:06
4. ライトを照らせ - Shine A Light 4:38
5. クモとハエ - The Spider And The Fly 3:29
6. アイム・フリー - I'm Free 3:13
7. ワイルド・ホース - Wild Horses 5:09
8. レット・イット・ブリード - Let It Bleed 4:15
9. デッド・フラワーズ - Dead Flowers 4:13
10. スリッピング・アウェイ - Slipping Away 4:55
11. 悲しみのアンジー - Angie 3:29
12. むなしき愛 - Love In Vain (Trad. Arr. Mick Jagger/Keith Richards) 5:31
13. スウィート・ヴァージニア - Sweet Virginia 4:16
14. リトル・ベイビー - Little Baby (Willie Dixon) 4:00
15. 黒いリムジン - Black Limousine 3:34
  - 日本盤のみのボーナス・トラック

- Track 1 recorded live in Amsterdam on 26 May 1995
- Tracks 2 and 9 recorded live in London on 19 July 1995
- Tracks 4, 8 and 11 recorded live in Paris on 3 July 1995
- Tracks 3, 6 and 13 are recorded live in the studio in Lisbon from 23 - 26 July 1995
- Tracks 5, 7, 10, 12 and 14 are recorded live in the studio in Tokyo from 3 - 5 March 1995